# Hans-Jürgen Borchers
Hans-Jürgen Borchers (* 24. Januar 1926 in Hamburg; † 10. September 2011 in Göttingen) war ein deutscher theoretischer Physiker, der hauptsächlich über die Quantenfeldtheorie arbeitete, unter Anwendung von Methoden der Mathematischen Physik.

## Leben
Borchers promovierte 1956 bei Wilhelm Lenz an der Universität Hamburg mit der Arbeit Untersuchungen über Feldgleichungen verschiedenen Spins und deren Energieeigenwerte im Coulomb-Feld. Von 1961 bis 1963 war er am Institute for Advanced Study in Princeton. 1966 wurde er als Nachfolger von Friedrich Hund Professor für Theoretische Physik an der Georg-August-Universität Göttingen und behielt den Lehrstuhl bis zu seiner Emeritierung im Jahr 1991.
Von ihm stammen die Borchers-Klassen in der Quantenfeldtheorie. Es handelt sich dabei um Äquivalenzklassen lokaler Felder. Borchers zeigte, dass zwei Felder {\displaystyle {\phi }_{2}}, {\displaystyle {\phi }_{3}}, die „relativ lokal“ zu einem lokalen Feld {\displaystyle {\phi }_{1}} sind, auch untereinander relativ lokal und damit lokal sind. Solche zueinander relativ lokalen Felder mit gleichem Zeitentwicklungsoperator U haben die gleiche S-Matrix.
1995 erhielt er die Max-Planck-Medaille. Er war Mitglied der Göttinger Akademie der Wissenschaften.
Zu seinen Studenten zählte Jakob Yngvason.